# Bukavu

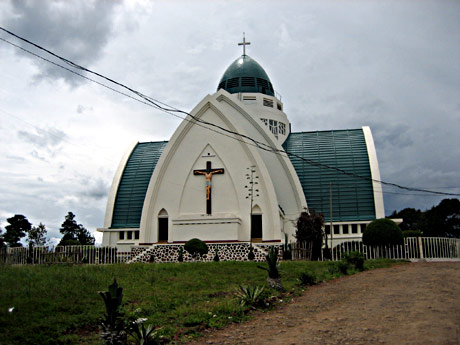
Katedra w Bukavu

Bukavu (do 1966 Costermansville) – miasto we wschodniej części Demokratycznej Republiki Konga, stolica prowincji Kiwu Południowe, port nad jeziorem Kiwu, w pobliżu wypływu rzeki Ruzizi. Około 807 tys. mieszkańców czyni je szóstym co do wielkości miastem w kraju.
Bukavu to miasto, które kiedyś Europejscy określili jako "Szwajcaria Afryki", gdyż warunki klimatyczne sprzyjały ich pobytom. Temperatura waha się w granicach od 12 °C w nocy do 25 °C w dzień; zawsze wieje wiatr (jezioro Kivu). Bukavu to także miejscowość, gdzie żyje ze sobą wiele grup etnicznych np. Bashi (największa należąca do plemienia Bantu), Barega, Batembo. W mieście znajduje się szkoła College Alfajiri (nazywana także College Notre Dame de la Victoire CNDV) pod opieką jezuitów (mieści się w dzielnicy Nguba); Athenee d'Ibanda, Lycee Wima, ISDR – Institut Superieur de Developpement Rural; kościoły m.in. Św. Piotra Claver (w dzielnicy Nguba), katedra (w dzielnicy Nyawera), dom rekolekcyjny Amani (w dzielnicy Muhumba).